# Центральный банк Мальты
Центральный банк Мальты (мальт. Bank Ċentrali ta’ Malta) — центральный банк Мальты, основанный 17 апреля 1968 года. После присоединения Мальты к Европейскому союзу в мае 2004 года Банк стал членом Европейской системы центральных банков. До вступления Мальты в 2008 году в Еврозону Центральный банк Мальты отвечал за выпуск мальтийских лир.
Основными функциями Центрального банка Мальты в соответствии с законодательством являются:
- контроль и управление внешними резервами,
- проведение кредитной политики,
- стимулирование развития рынка капитала и создание прочной структуры финансов,
- оказание банковских услуг Правительству Мальты,
- кредитование коммерческих банков,
- приём средств от коммерческих банков,
- консультирование Правительства Мальты по финансовым вопросам.

Центральный банк Мальты действует как правительственная банковская организация и совершает от имени и в интересах Правительства банковские операции, он принимает средства Правительства в депозиты и в случае бюджетного дефицита гарантирует временное (до конца финансового года) авансирование до 15 % рассчитываемого нового бюджета. Центральный банк Мальты может регулировать уровень цен на кредитном рынке посредством приёма от коммерческих банков срочных вкладов, а также посредством купли-продажи финансовых обязательств.